# Даниельсен, Мичаль
Мичаль Даниельсен (фар. Mikkjal Danielsen; род. 16 марта 1960 на Фарерских островах) — фарерский футболист, игравший на позиции защитника. По основной профессии — машинист-механик.

## Карьера

### Клубная
Даниельсен начал свою карьеру в команде «Мивоавур» на позиции защитника, обладая потрясающей техникой и скоростью среди других игроков. В клубе он считался одним из лучших по физической подготовке игроков. В 1983 году он дебютировал в Первой Лиге в составе основной команды, которая провела чемпионат неудачно и заняла последнее место в чемпионате. В 1990 и 1991 годы он снова выступал в Премьер-лиге: в 1990 году его команда завоевала бронзовые медали (высшее достижение в истории) и вышла в полуфинал Кубка страны, проиграв по сумме двух матчей со счётом 4:1 команде «КИ Клаксвик» (1:1, 0:3). С 1992 года команда снова играла во Второй лиге: в тот же год клуб опять дошёл до полуфинала Кубка страны, но снова абсолютно с тем же счётом его разбил злосчастный «Клаксвик».
С 1994 года Даниельсен выступал за «Воар» (ныне — «07 Вестур»), разрываясь между играми за основной состав и дубль. Завоевав серебряные медали во Второй лиге, он вывел команду в Первую лигу, а через год после матчей группового этапа в Кубке Фарерских островов стал чаще переводиться во вторую команду, игравшую во Второй лиге. В 1996 году он после половины сезона в основной команде провёл первую игру во второй команде. Он вынужден был отказаться от игр за основную команду, чтобы спасти дубль от вылета: в двухматчевом противостоянии против «ЭБ/Стреймур» второй состав «Воара» одержал сокрушительную победу 12:4 (победы 7:2 и 5:2). В 1997 году Мичаль опять стал метаться между основным и вторым составом клуба: в борьбе за место во Второй лиге его команда сражалась против НСИ из Рунавика. Если в первом матче «Воар II» выиграл 4:1 (Даниельсен даже забил второй гол с пенальти), то в ответном матче рунавикцы взяли убедительный реванш, раздавив своих противников 7:0.
После унизительного разгрома от НСИ Даниельсен объявил о завершении игровой карьеры, тем более, что «Воар» тоже провалил выступление в Первой лиге и вылетел во Вторую лигу. С 2007 года Даниельсен работает в тренерском штабе женского футбольного клуба «Мивоавур».

### В сборной
Даниельсен играл за сборную с 1988 по 1992 годы, сыграв 18 матчей. Первая игра в его карьере за сборную состоялась 24 августа 1988 в Акранесе против Исландии, которую выиграла Исландия 1:0. Это был первый официальный матч сборной Фарерских островов. Фарерский спортивный журналист Финнур Хельмсдаль выделил в том матче именно Даниельсена как лучшего из игроков, среди которых слишком сильна была неуверенность в своих силах.
Мичаль участвовал в историческом матче против Австрии 12 сентября 1990 в Ландскруне, в котором сборная Фарерских островов одержала сенсационную победу со счётом 1:0. Уже потом Мичаль называл этот матч «игрой всей своей жизни». 9 сентября 1992 он провёл последнюю, 18-ю игру за сборную против Уэльса в Кардиффе (поражение Фарер 0:6). По другим данным, уже перед игрой против Австрии на его счету было 24 выхода на поле в футболке национальной сборной.